# Gilchristverband

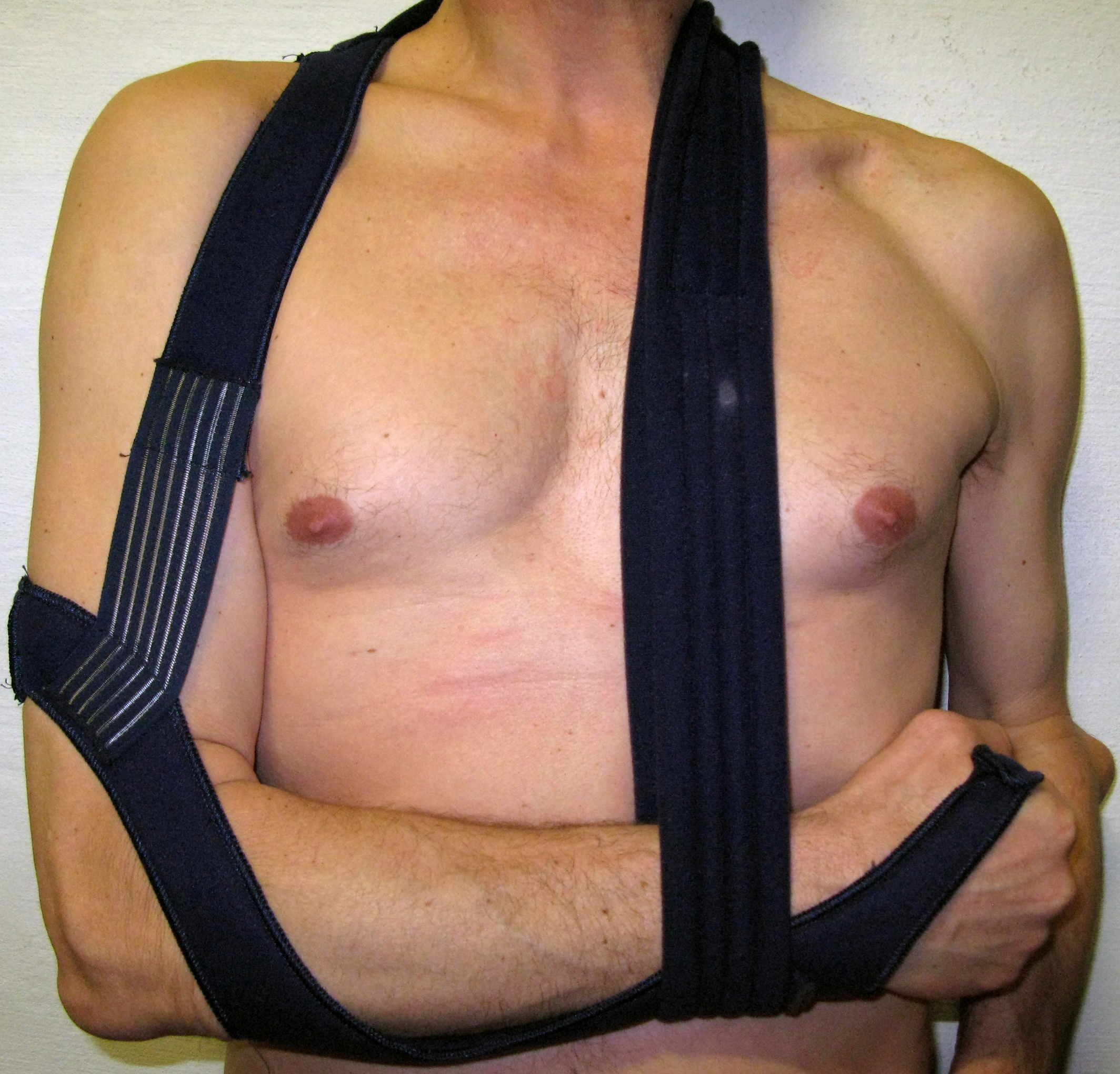
Angelegter Gilchristverband

Der Gilchristverband wird angelegt bei Verletzungen des Schulter- und Oberarmbereichs. Die klassische Version wurde vom US-amerikanischen Dermatologen Thomas C. Gilchrist, 1862–1927, entwickelt.
Er dient zur Ruhigstellung oder Fixierung des Schultergelenks, z. B. nach wieder eingerichteter Schulterausrenkung (Schulterluxation), bei Verletzungen des Schultereckgelenks (AC-Gelenk), bei Oberarm-, Schultereck- und lateralen Schlüsselbeinbrüchen. Der Gilchristverband wird auch gelegentlich nach Schulteroperationen (z. B. Schultergelenkspiegelung) zur Ruhigstellung verwendet. Meist werden vorgefertigte Gilchristverbände verwendet, die in verschiedenen Konfektionsgrößen vorrätig sind, wieder verwendbar und abnehmbar sind, und mit Klettverschlüssen gesichert werden.
Ist eine noch stärkere Ruhigstellung der Schulter erforderlich (z. B. bei einer instabilen proximalen Humerusfraktur), so wird eher ein Desault-Verband verwendet. Bei Schlüsselbeinfraktur kommen Pflasterzügel-Verbände (bei Kindern) oder Rucksack-Verbände (bei Erwachsenen) zur Anwendung.
Der fertige Verband besteht aus einem breiten Brustband und einer Ober- und Unterarmfixierung. Der Arm ist dabei im Ellenbogengelenk rechtwinklig gebeugt; die Hand schaut in Gegend des Bauchnabels aus dem Verband heraus und kann (und soll) mit Einschränkungen benutzt werden. Von dem vor dem Bauch befindlichen Teil des Verbandes geht eine Schlinge um den Hals. Das Brustband hat die Aufgabe, den Arm nach dorsal (hinten) zu halten.
Ein selbstgemachter Gilchristverband besteht aus einem langen Stück Schlauchmull, Polster- und Verbandwatte sowie 2–4 Sicherheitsnadeln. Er kann aber auch unter Verwendung mehrerer straffer elastischen Binden angewickelt werden.